# Шапел Вопелтењ
Шапел Вопелтењ (фр. Chapelle-Vaupelteigne) насеље је и општина у источном делу централне Француске у региону Бургоња, у департману Јон која припада префектури Осер.
По подацима из 2011. године у општини је живело 94 становника, а густина насељености је износила 18,65 становника/km². Општина се простире на површини од 5,04 km². Налази се на средњој надморској висини од 135 метара (максималној 252 m, а минималној 122 m).

## Демографија
| 1962. | 1968. | 1975. | 1982. | 1990. | 1999. | 2011. |
| ----- | ----- | ----- | ----- | ----- | ----- | ----- |
| 125   | 139   | 128   | 104   | 119   | 106   | 94    |

График промене броја становника у току последњих година